# Ezelpoort

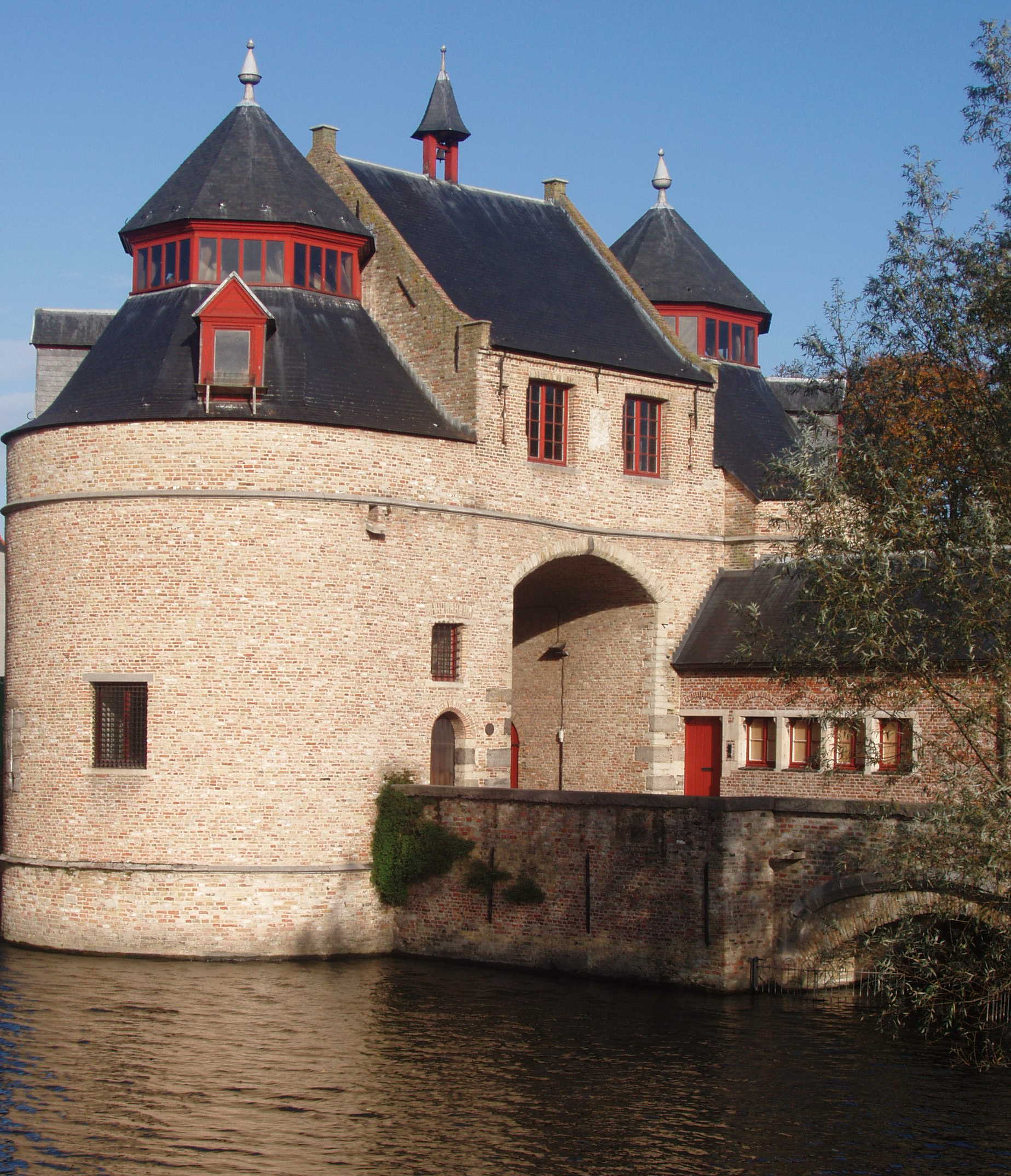
Ezelpoort, zuidzijde

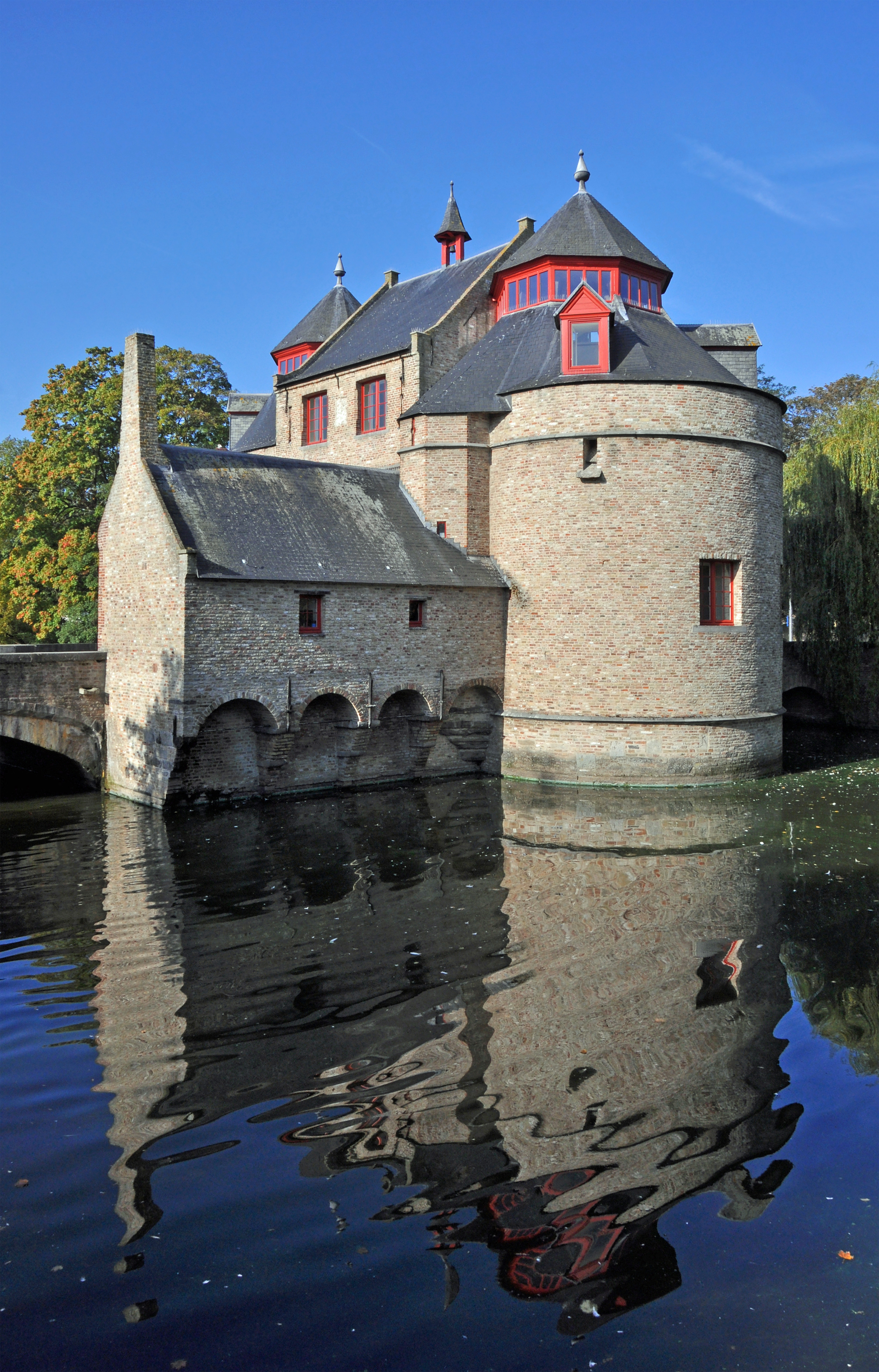
Ezelpoort, noordzijde

De Ezelpoort is een van de vier overgebleven Brugse stadspoorten. 

## Beschrijving
De poort hoort bij de tweede Brugse stadsomwalling uit 1297. Ze werd in 1369 herbouwd door Bruggelingen Jan Slabbaert en Mathias Saghen naar het voorbeeld van de Smedenpoort en Boeveriepoort. In de 17de eeuw werd ze in verschillende fasen (1615, 1632, 1677) ingrijpend verbouwd. Grondige restauratie in 1991-1993.
Kenmerkend aan deze poort is dat ze, net als de Smedenpoort, volledig omringd is door water. Tegenwoordig wordt de poort enkel gebruikt door voetgangers en fietsers.
De poort werd vroeger soms ook aangeduid als de Oostendsche Poort (Porte d'Ostende), omdat ze uitliep op de weg naar Oostende.
Binnenin de poort huist sinds 2010 de administratie van Anima Eterna Brugge, het orkest van Jos Van Immerseel. Dit muziekgezelschap is het huisorkest van het Concertgebouw.